# Real Drive
Real Drive (RD 潜脳調査室 RD Sennō Chōsashitsu?) es un anime serie de TV, creada por Production I.G y Masamune Shirow. Real Drive fue producida en colaboración con la cadena Nippon Television (NTV), y se estrenó en Japón en NTV el 8 de abril de 2008.
El anime trata de un futuro muy avanzado, en donde la humanidad ha confiado gran parte de su existencia a El Metal, una red de seguridad altamente efectiva, la cual puede copiar los datos personales y mentes de las personas como si fuesen sólo información, esto causa que la gente se desprenda de la realidad al ver su libertad allí, pero los llamados Ciber Buceadores están encargados de controlar a El Metal para que problemas como esos no se agraven.

## Argumento
Real Drive está ambientada en el año 2061 DC, cincuenta años después de la creación de la Sociedad red, la nueva infraestructura fue creada como una utopía con el propósito de que la gente se pudiera conectar a nivel de ínter consciencia. Pero nuevos problemas sociales, así como filtraciones de datos personales y desinformación emergieron. La gente seguía confiando fuertemente en La Red y era incapaz de abandonarla.
En su debido momento, fue creado un nuevo entorno de red con medidas de seguridad más efectivas. Este fue llamado "Red Meta Real" y apodado "El Metal".
El Metal mantenía los datos personales en "Burbujas cascarón". Estos eran ciber-enclaves orgánicos virtuales en línea supuestamente protegidos. El Metal dominaba la vida diaria de la gente. 
Gradualmente se aprendió a liberar y explorar los instintos dentro del entorno de El Metal. Esos instintos desatados causaron el que consciencias individuales se ahogaran en el mar de la información y fuesen expuestos a las presiones del deseo.
Entretanto, normas y regulaciones continuaban ligando a la gente con sus vidas reales. Fricciones entre estos dos mundos se manifestaron como aberraciones problemáticas.
Pero los Ciber Buceadores son expertos que investigan y descifran esas aberraciones en El Metal.

## Personajes
Masamichi Haru (波留 真理 Haru Masamichi?)
Seiyuu: Katsuji Mori
Edad: 81
El protagonista de la serie. Un buceador de El Metal y viejo amigo de Eiichiro Kushima. Masamichi estaba en un accidente de buceo cuando estaba probando una temprana tecnología Meta-Real y quedó en coma durante 50 años antes de despertar como un hombre viejo.
Minamo Aoi (蒼井 ミナモ Aoi Minamo?)
Seiyuu: Kanae Oki
Edad: 15
Una alumna pasante contratada por Masamichi Haru y hermana de Souta Aoi. Llegó para una corta sustitución de Holon durante una ausencia por mantenimiento, pero se quedó como miembro permanente cuando ayudó a volver a Masamichi en una inmersión que había ido mal. Al contrario que otros humanos y animales en la historia, ella no posee un Cibercerebro, por lo que requiere accesorios electrónicos para acceder a El Metal.
Souta Aoi (蒼井 ソウタ Aoi Sōta?)
Seiyuu: Hiroki Takahashi
Edad: 22
Empleado del EISF y hermano de Minamo Aoi.
Holon (ホロン Horon?)
Seiyuu: Ayako Kawasumi
Edad: 1
Un androide que ayuda a Masamichi Haru con su vida diaria a causa de su edad y lo asiste en su búsqueda de "la respuesta en el mar". 
Eiichiro Kushima (久島 永一朗 Kushima Eīchirō?)
Seiyuu: Keiji Fujiwara
Edad: 82
Director del EISF y amigo de Masamichi Haru. Aun siendo tan viejo como Masamichi, su cuerpo tiene la apariencia de un hombre de 28 años. Más tarde en la serie se revela que Kushima eligió reemplazar su cuerpo por uno protésico, pudiendo así continuar con su trabajo más allá de lo que se lo permitiría uno humano. Tiene un cuerpo de reemplazo al que transferir su conciencia durante las operaciones de mantenimiento, uno modelado a la imagen de un joven Haru (Minamo remarca en el episodio 20 que la apariencia de reemplazo le recuerda a Haru en su juventud).

## Equipo
- Concepto original: Production I.G, Masamune Shirow
- Asistencia en el Concepto Original: CROSSROAD
- Creador original: Masamune Shirow
- Director: Kazuhiro Furuhashi
- Composición: Junichi Fujisaku
- Diseño de personajes: Tetsuro Ueyama
- Música: Yoshihisa Hirano, Hideki Taniuchi
- Producción de animación: Production I.G
- Cadena emisora: Nippon Television Network Corporation (NTV)
- Asistencia de producción: CROSSROAD